# Eddie McGoldrick
Edward "Eddie" John Paul McGoldrick (ur. 30 kwietnia 1965 w Islington) – piłkarz irlandzki grający na pozycji prawego obrońcy lub pomocnika.

## Kariera klubowa
Pierwszym klubem McGoldricka w karierze był amatorski Nuneaton Borough. Następnie zaczął występować w Northampton Town i w 1987 roku awansował z nim z Division Four do Division Three. W Northampton Eddie występował do końca 1988 roku, a od początku 1989 zaczął grać w Crystal Palace F.C. Tam, podobnie jak Northampton, grał w podstawowym składzie i jeszcze w tym samym sezonie awansował z Division Two do Division One. W 1991 roku wygrał z Crystal Palace Zenith Data Systems Cup. W sezonie 1992/1993 zadebiutował w nowo powstałej Premiership, jednak Crystal Palace spadło do Division One.
18 czerwca 1993 roku McGoldrick podpisał kontrakt z innym klubem z Londynu, Arsenalem, który zapłacił za niego kwotę miliona funtów. W barwach "Kanonierów" swoje pierwsze spotkanie rozegrał 14 sierpnia, przegrane przez Arsenal 0:3 z Coventry City. W 1994 roku wystąpił jako rezerwowy w wygranym 1:0 finale Pucharu Zdobywców Pucharów z Parmą. W Arsenalu Irlandczyk spędził trzy sezony, w trakcie których rozegrał 37 spotkań ligowych.
We wrześniu 1996 roku McGoldrick opuścił Arsenal i przeszedł za 300 tysięcy funtów do Manchesteru City, grającego w Division One. W "The Blues" po raz pierwszy wystąpił 21 września w meczu z Birmingham City (1:0). Na początku 1998 roku został wypożyczony do Stockport County. W międzyczasie City spadło do Division Two, jednak Eddie nie rozegrał żadnego spotkania w sezonie 1998/1999. W 2000 roku na krótko odszedł do amatorskiego Corby Town by następnie zakończyć karierę.
| Sezon   | Klub                | Kraj   | Rozgrywki      | Mecze | Bramki |
| ------- | ------------------- | ------ | -------------- | ----- | ------ |
| 1986/87 | Northampton Town    | Anglia | Division Four  | 39    | 5      |
| 1987/88 | Northampton Town    | Anglia | Division Three | 46    | 2      |
| 1988/89 | Northampton Town    | Anglia | Division Three | 22    | 2      |
| 1988/89 | Crystal Palace F.C. | Anglia | Division Two   | 21    | 0      |
| 1989/90 | Crystal Palace F.C. | Anglia | Division One   | 22    | 0      |
| 1990/91 | Crystal Palace F.C. | Anglia | Division One   | 26    | 0      |
| 1991/92 | Crystal Palace F.C. | Anglia | Division One   | 36    | 3      |
| 1992/93 | Crystal Palace F.C. | Anglia | Premiership    | 42    | 8      |
| 1993/94 | Arsenal F.C.        | Anglia | Premiership    | 26    | 0      |
| 1994/95 | Arsenal F.C.        | Anglia | Premiership    | 11    | 0      |
| 1995/96 | Arsenal F.C.        | Anglia | Premiership    | 1     | 0      |
| 1996/97 | Manchester City     | Anglia | Division One   | 33    | 0      |
| 1997/98 | Manchester City     | Anglia | Division One   | 7     | 0      |
| 1997/98 | Stockport County    | Anglia | Division One   | 2     | 0      |
| 1998/99 | Manchester City     | Anglia | Division Two   | 0     | 0      |

## Kariera reprezentacyjna
W reprezentacji Irlandii McGoldrick zadebiutował 21 marca 1992 roku w wygranym 2:1 towarzyskim spotkaniu ze Szwajcarią. W 1994 roku został powołany przez selekcjonera Jacka Charltona do kadry na Mistrzostwa Świata w USA. Tam był rezerwowym i nie wystąpił w żadnym spotkaniu Irlandczyków. W kadrze narodowej do 1995 roku rozegrał 15 meczów.